# Matthias Werner Kruse

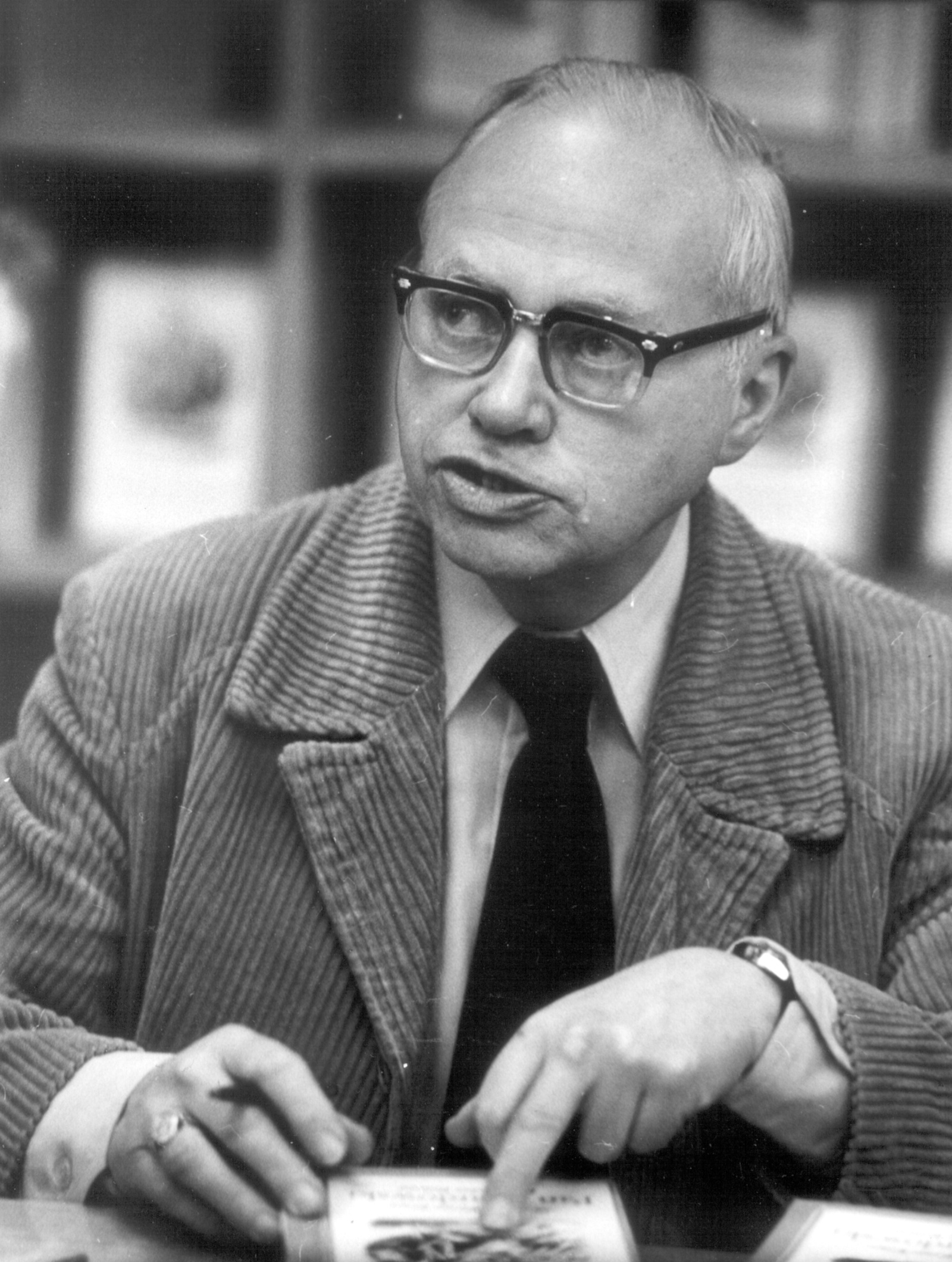
Matthias Werner Kruse, 1982

Matthias Werner Kruse (* 24. Dezember 1919 in Nordhausen am Harz; † 20. Juli 2007 in Werneuchen) war ein deutscher Schriftsteller.

## Leben
Matthias Werner Kruse wurde als zweiter Sohn des Kaufmanns und Fabrikanten Fritz Kruse, Mitinhaber der Firma Grimm & Triepel Kruse-Kautabak, geboren. Zusammen mit seinem Freund Rudolf Hagelstange besuchte er die Knaben-Mittelschule und ging später an das Nordhäuser Gymnasium. Es folgten einige Schulwechsel, u. a. an die Klosterschule in Ilfeld; zuletzt besuchte er die Oberstufe Spiekeroog an der Nordsee. Danach wollte er eine Buchhändlerlehre anfangen, musste jedoch eine kaufmännische Laufbahn in Halle/Saale einschlagen. Nach der Lehre wurde er in die Wehrmacht einberufen und kam im Zweiten Weltkrieg in Kriegsgefangenschaft, wo einige Gedichte entstanden. Nach 1945 trat er in Briefwechsel mit Hermann Hesse und seiner Familie. Kruse trat der SPD bei und arbeitete zunächst als Landarbeiter, später war er kaufmännischer Volontär in Leipzig und anschließend freier Mitarbeiter der Kulturabteilung beim Mitteldeutschen Rundfunk. Seit 1950 lebte er in Berlin-Prenzlauer Berg. Nach einem zweijährigen Studium veröffentlichte er 1962 erstmals Proben seiner Lyrik. 1967 erschien sein erster Roman „Der Blaue Löwe“ in einer Auflage von 70.000 Exemplaren.

## Werke
- Windflüchter. Norderstedt: Libri Books on Demand, 2000.
- Pan Twardowski oder die merkwürdige Begegnung mit dem Doppelgänger während des Jahrmarkts zu Steenbrügge. Rudolstadt: Greifenverlag, 1981.
- Der blaue Löwe. Rudolstadt: Greifenverlag, 1967.

## Externe Verweise
- Literatur von und über Matthias Werner Kruse im Katalog der Deutschen Nationalbibliothek
- Biographie bei NordhausenWiki
- Bild bei deutsche-digitale-bibliothek.de

| Personendaten    | Personendaten            |
| ---------------- | ------------------------ |
| NAME             | Kruse, Matthias Werner   |
| KURZBESCHREIBUNG | deutscher Schriftsteller |
| GEBURTSDATUM     | 24. Dezember 1919        |
| GEBURTSORT       | Nordhausen               |
| STERBEDATUM      | 20. Juli 2007            |
| STERBEORT        | Werneuchen               |